# Carl Theodor Dörffel
Carl Theodor Dörffel (1810–1878) war ein deutscher Optiker und Feinmechaniker. Er machte die ersten Fotos von Berlin und baute die erste Fotokamera in Berlin. 

## Lebensweg

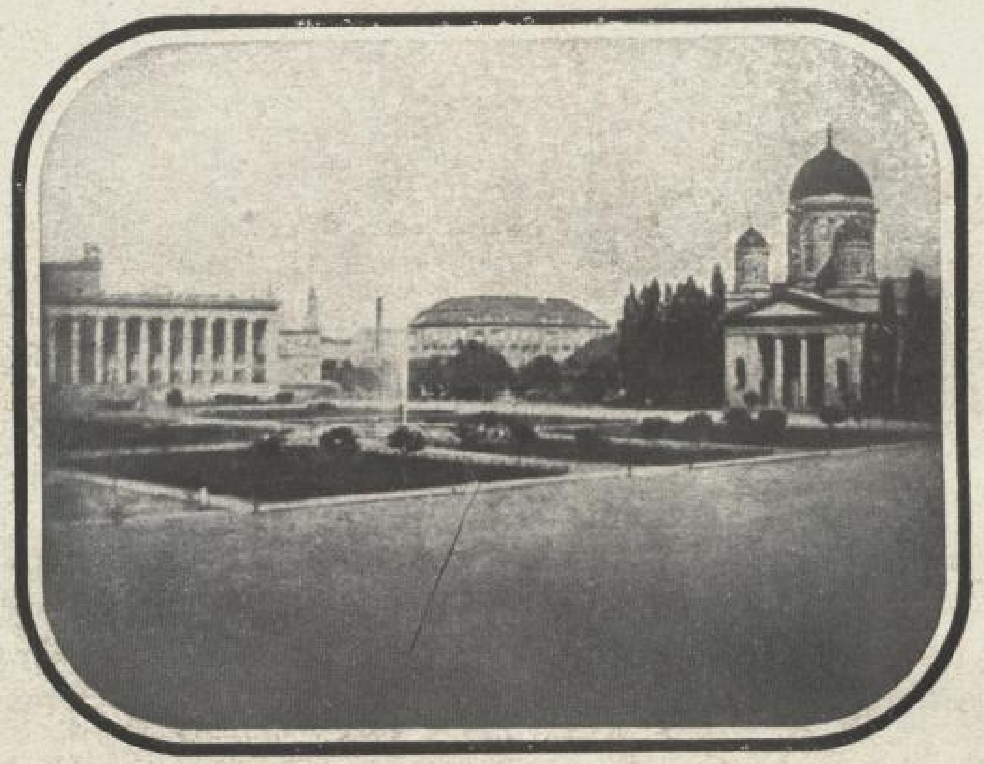
Berliner Lustgarten mit Altem Museum und altem Dom. Daguerreotypie von Carl Theodor Dörffel, Anfang September 1839. Eine der ersten Fotografien von Berlin überhaupt.

Das von Louis Daguerre (1787–1851) entwickelte Daguerreotypie-Verfahren wurde der Öffentlichkeit am 19. August 1839 in Paris bekanntgemacht. Schon wenige Wochen später wurde die Daguerreotypie auch in Berlin eingeführt. Carl Theodor Dörffel verschaffte sich die zum Bau der Apparate erforderlichen Beschreibungen. Während der Lithograf, Verleger und Kunsthändler Louis Friedrich Sachse (1798–1877), Jägerstraße 30/31, als Erster Daguerre-Originalkameras aus Paris in Berlin einführte, gilt der Berliner Optiker und Feinmechaniker Carl Theodor Dörffel als erster Konstrukteur deutscher Fotokameras. Er stellte am 16. September 1839 einen Muster-Fotoapparat in seinem Laden Unter den Linden 46 aus und nahm dort auch Bestellungen entgegen. Neben Dörffel baute seit 1839 in Berlin auch der aus der Schweiz stammende Optiker und Mechaniker Eduard Petitpierre (1789–1862), Unter den Linden 33, Kameras.
Dörffel stellte Anfang September 1839 die ersten Daguerreotypien in Berlin her, die er in seinem Laden und in der Kunsthandlung von George Gropius (1802–1842) am 15. September 1839 zeigte, mit fünf Tagen Vorsprung vor Sachse. Dörffels erste Aufnahmen bildeten das königliche Museum und das Zeughaus sowie „mehrere Statuen“ ab. Sachse hatte „die den Linden zugelegene Seite der Jägerstraße, nebst einem der Gendarmenthürme“ als Motiv gewählt. Von dem Optiker und Mechaniker Eduard Petitpierre wird berichtet, dass er noch 1839 seine ersten Aufnahmen vom Alten Museum, dem Zeughaus und dem Lustgarten anfertigte.
Bei der Gewerbeausstellung, die vom 15. August bis zum 24. Oktober 1844 im Zeughaus Unter den Linden stattfand, wurden zum ersten Mal in Deutschland auch Fotografien gezeigt. Unter den Ausstellern befanden sich, neben Theodor Dörffel, auch Philipp Graff (1813–1851), Eduard Petitpierre (1789–1862), Carl Gustav Oehme (1817–1881) und Wilhelm Eduard Kannegießer (1810–1845).
An der Adresse Unter den Linden 46 befanden sich ab 1844 Dörffels Geschäft, Fabrik und Werkstatt für „optische, mathematische und physikalische Instrumente“, ab 1850 auch in der Dorotheenstraße 18. In Dörffels Werkstätten wurden zahlreiche Fotoapparate hergestellt. Dörffel bemühte sich vor allem um die Verbesserung der Optik, vor allem der Linsen für das Kameraobjektiv.
Im Jahr 1876 übernahm Carl Theodor Dörffels Sohn, der Hof-Optiker Paul Dörffel (1843–1897), das Optikergeschäft. Etwa zwei Jahre später, im Jahr 1878, starb Carl Theodor Dörffel.
Paul Dörffel gewann mit seinen Apparaten Medaillen auf Ausstellungen in Berlin 1883 und Chicago 1893; er selbst erhielt die Titel Kommerzienrat und Hoflieferant. 1878 gründete er zusammen mit Julius Faerber (1840–1917) die „Dörffel & Faerber Mechanische Werkstatt“, in der neben augenheilkundlichen Instrumenten auch andere ärztliche Apparate wie etwa Kehlkopfspiegel (Laryngoskope) hergestellt wurden. Paul Dörffel stand von 1877 bis 1883 dem Fachverein Berliner Mechaniker und Optiker vor, der Vorgängerorganisation der 1881 gegründeten Deutschen Gesellschaft für Mechanik und Optik.